# Apache Longbow (Computerspiel)
Apache Longbow (in den USA nur Apache) ist eine Kampfhubschrauber-Flugsimulation, die von Digital Integration entwickelt und 1995 für DOS veröffentlicht wurde. 1997 erschien eine Portierung für Mac OS. Zuvor entwickelte Digital Integration die Simulation Tornado. Mit Hind existiert ein direkter Nachfolger. 2002 wurde es bei GOG.com digital wiederveröffentlicht.

## Spielprinzip
Simuliert wird der Boeing AH-64D. Zur Verfügung stehen zehn Trainingsmissionen und eine Kampagne. Einsätze werden im Rahmen des Zypernkonfliktes und Konflikten im Jemen und entlang der demilitarisierten Zone zwischen Nord- und Südkorea geflogen.

## Rezeption
Mick Schnelle benannte solide Technik, interessantes Missionsdesign und innovatives Gameplay, was den Titel seiner Meinung nach zur neuen Referenz im Genre nach Gunship 2000 machte. Harald Wagner von PC Games hingegen empfand ausschließlich die SVGA-Grafik als innovativ. Er hob den Mehrspielermodus positiv für die Langzeitmotivation hervor. Florian Stangl von PC Player sah große Fortschritte bei der Grafik-Engine im Vergleich zum Vorgänger Tornado, auch wenn die Landschaft etwas steril wirke. Die Missionen seien spannend inszeniert und ließen sich auf unterschiedliche Weise lösen. Probleme machte er bei den Ladezeiten des Soundtracks von CD-ROM aus, die sich aber abschalten lasse. Sascha Gliss von Power Play bezeichnete das Flugverhalten als sehr realistisch. Michael Suck von PC Spiel verglich es mit Comanche, das stärker auf Action ausgelegt sei. Im direkten Vergleich sei Apache Longbow authentischer und ausgereifter.